# Déoulé
Déoulé est une localité et une commune rurale du Niger, du département de Bouza, région de Tahoua.

## Géographie
Déoulé est située à 16 km au nord du chef-lieu départemental Bouza.  
|          | Garhanga |          |
| Allakaye | Déoulé   | Tabotaki |
|          | Bouza    |          |

## Histoire
La commune rurale de Déoulé instaurée en 2002 est issue du canton de Déoulé. 

## Population
Lors du recensement général de 2012, la population communale est relevée à 21 009 habitants. La localité compte 1 060 habitants en 2012.

## Services et infrastructures
- Centre de Santé Intégré (CSI) à Déoulé,
- Collège d'enseignement général (CEG) à Déoulé,
- Centre de formation des métiers (CFM) à Déoulé.